# Cantó d'Alençon-3
El cantó d'Alençon-3 és un cantó francès del departament de l'Orne, situat al districte d'Alençon. Té 7 municipis i part del d'Alençon.

## Municipis
- Alençon (part)
- Cerisé
- Forges
- Larré
- Radon
- Semallé
- Valframbert
- Vingt-Hanaps

## Història
| Data d'elecció                           | Identitat         | Partit                     | Qualitat |
| ---------------------------------------- | ----------------- | -------------------------- | -------- |
| 1945-1955                                | M. Terrier        | UDSR                       |          |
| 1955-1962                                | Marcel Hébert     | RS                         |          |
| 1962-1965                                | Hubert Mutricy    | Sense etiqueta             |          |
| 1965-1979                                | Jean Cren         | divers droite, després UDF |          |
| 1979-1985                                | Pierre Mauger     | PS                         |          |
| 1985-1992                                | Alain Lambert     | UDF                        |          |
| 1992-1998                                | Roger Charuel     | Divers droite              |          |
| 1998-2004                                | Hervé Olezac      | UDF                        |          |
| 2004-2009                                | Alain Lambert     | UMP                        |          |
| 2009-                                    | Jean-Claude Pavis | PS                         |          |
| les dades anteriors no són pas conegudes |                   |                            |          |
|                                          |                   |                            |          |